# Chen Luyu
Chen Luyu, née le 12 juin 1970 est une animatrice de télévision de Chine populaire. Elle anime le plus populaire des talk-show : Rendez-vous avec Luyu, diffusé quotidiennement sur la chaîne de télévision privée Phoenix TV, est regardé en moyenne par 130 millions de téléspectateurs. Elle y invite chaque jour un invité, personnalité du monde politique, culturel ou sportif mais aussi de simples citoyens dont elle veut mettre le cas en exergue (paysan, malade du sida, volontaire dans l'organisation des JO, couple d'homosexuel d'une province reculée de Chine, etc.)
Fille d'un journaliste de radio qui a travaillé en Afrique, elle est née à Pékin. Elle est diplômée de l'université de communication de Pékin. Elle travaille depuis 1996 pour la chaîne Phoenix TV, soit presque depuis les débuts de cette chaîne lancée à Hong Kong et qui est une des seules chaînes privées en Chine à diffusion nationale.

## Source
- Le Point, 14 aout 2008, p38, "La femme qui hypnotise la Chine".